# 鎖肛
鎖肛（さこう、imperforate anus）とは、正常な位置に肛門が存在しないで、直腸が盲端になっていること。先天的な奇形であり、直腸肛門奇形（ちょくちょうこうもんきけい、anorectal malformations）とも呼ばれる。約5000人分の1の確率で発症する。
直腸盲端部と恥骨直腸筋との位置関係により高位型、中間位型、低位型に大きく分けられる。女児においてまれに発生する、尿道、腟、肛門がひとつになって開いてしまう総排泄腔も鎖肛のひとつである。
高位型および中間位型鎖肛では人工肛門を設置した後に待機的に腹式もしくは仙骨式根治手術が行われる。低位型鎖肛では会陰式肛門形成術またはカットバック手術が行われる。